# 悉尼雄鸡
悉尼雄鸡是一支澳大利亚职业聯盟式橄欖球俱乐部，主場位于悉尼的雪梨足球場。该俱乐部也是國家橄欖球聯賽的參賽球隊。
该俱乐部于1908年在悉尼帕丁顿成立，當時俱樂部的名字叫东郊（Eastern Suburbs）。1995 年，該俱乐部改名為悉尼市雄鸡（Sydney City Roosters），2000年又改名悉尼雄鸡。 